# Barakoni
Barakoni es el nombre usado comúnmente para nombrar la iglesia de la Madre de Dios de Barakoni (en idioma georgiano:  ბარაკონის ღვთისმშობლის ტაძარი), es un edificio religioso perteneciente a la Iglesia ortodoxa georgiana en la región histórica de Racha, Georgia, ubicada en la moderna región de Racha-Lechjumi y Kvemo Svaneti. Se encuentra en el pueblo Tsesi, en el territorio de los municipios de Ambrolauri.

## Historia
Barakoni fue encargado, en 1753, por el señor local Rostom de Racha (1750-1769) del ducado de Racha,al arquitecto Avtandil Shulavreli, quien se encuentra documentado en la inscripción de la fachada oriental. Es una iglesia de planta cruciforme abovedada y uno de los últimos monumentos importantes en la tradición de la arquitectura georgiana medieval. La iglesia fue construida con piedras, procedentes del pueblo Itsa a un kilómetro de Ambrolauri, estables y cuidadosamente recortadas y decoradas con una rica ornamentación. La cúpula fue cubierta con zinc, y más tarde con otra cubierta realizada en cobre. La iglesia fue cerrada y profanada bajo el gobierno bolchevique. Sufrió más daños, aunque no graves, en el terremoto de Racha de 1991, pero fue reparado rápidamente. Ubicado en la cima de un acantilado, domina al río Rioni que se une al río Lukhuni justo debajo de la montaña.

### Ducado de Racha
El ducado de Racha ( en georgiano: რაჭის საერისთავო) fue un feudo importante en la Georgia medieval y moderna, ubicada en la provincia occidental de Racha, en el valle superior del río Rioni, en las estribaciones de la cresta del Gran Cáucaso, y gobernado por una sucesión de «eristavi» ("duques") de alrededor del 1050 hasta la anexión del ducado en 1789, por el rey Salomón II de Imericia.

## Galería

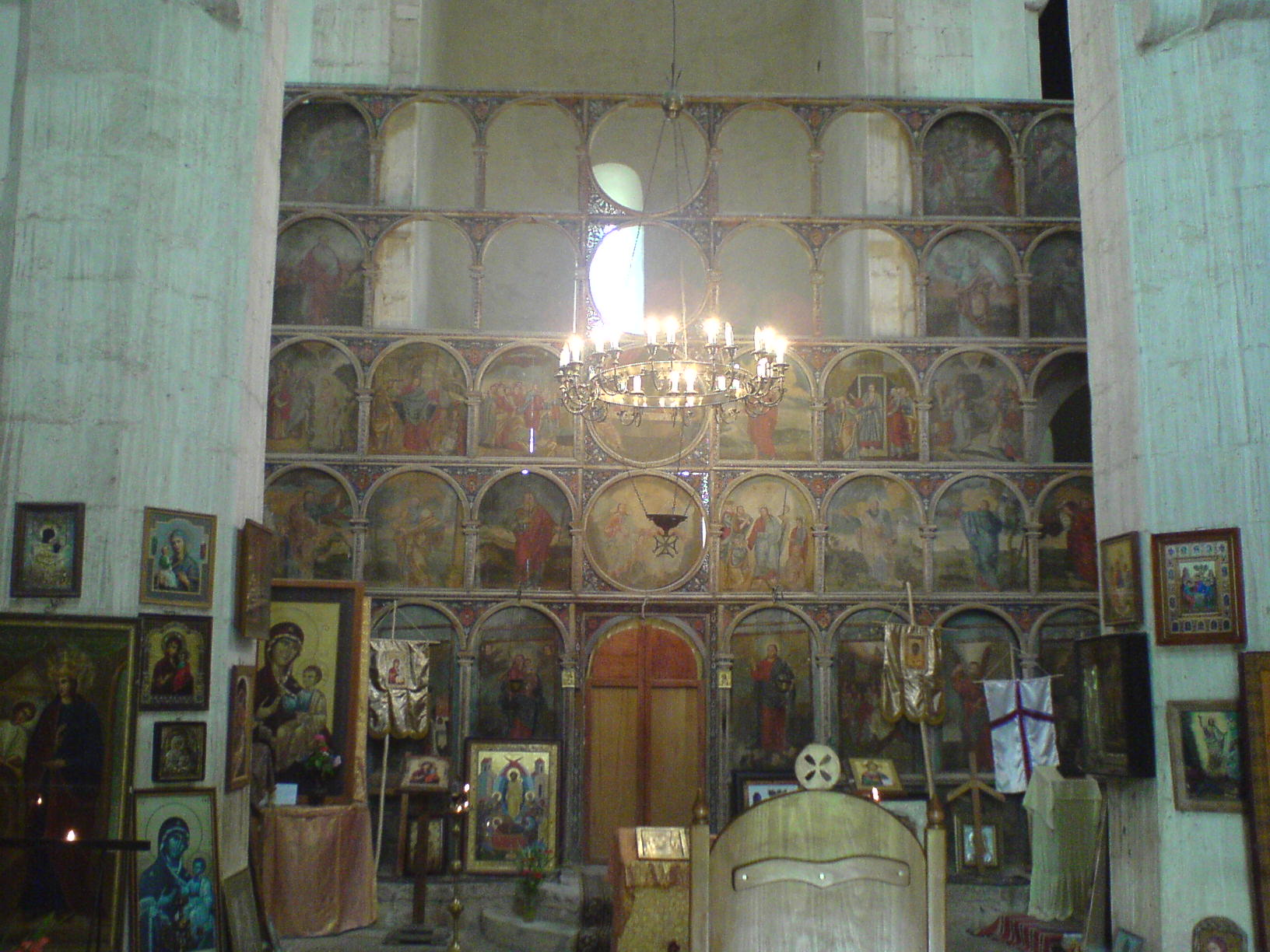
Interior de la iglesia.
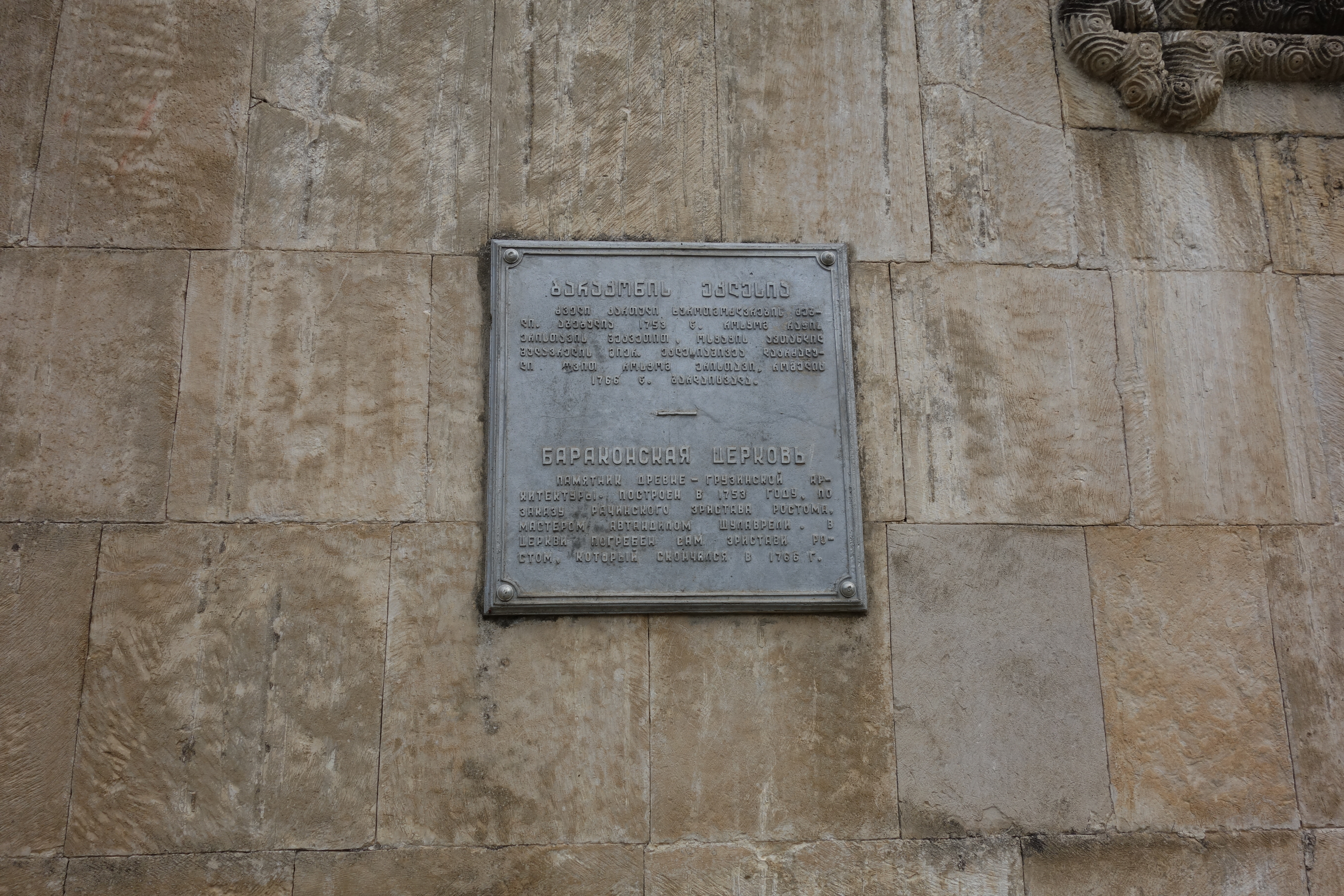
Placa en el muro del edificio.
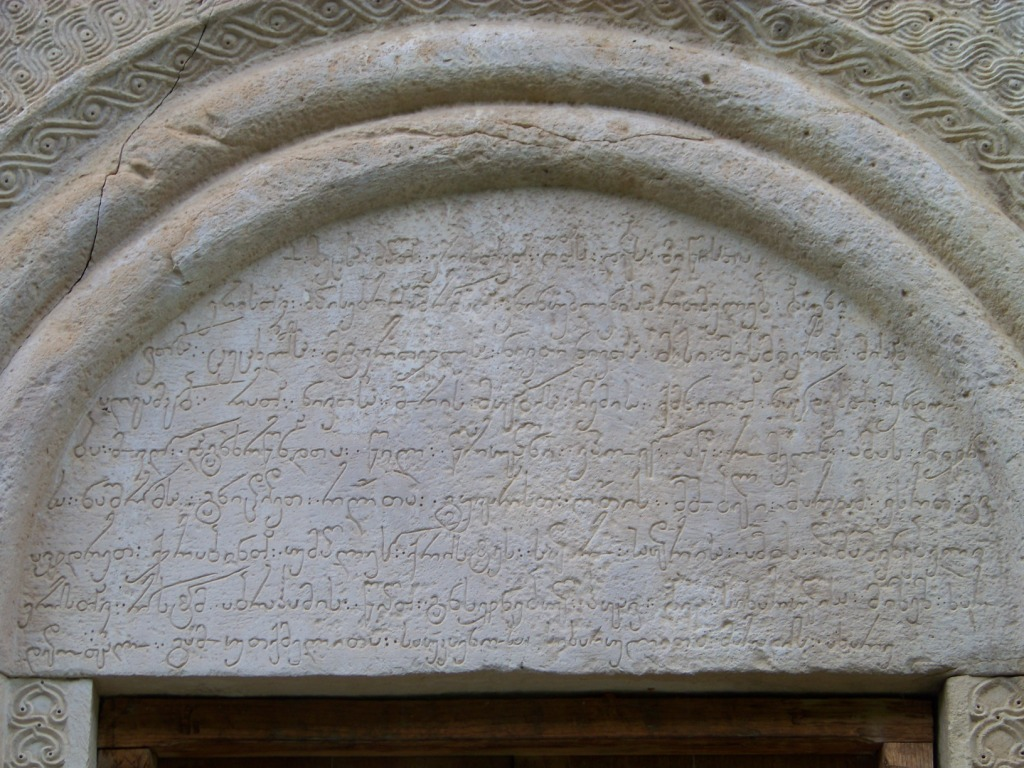
Inscripción exterior.
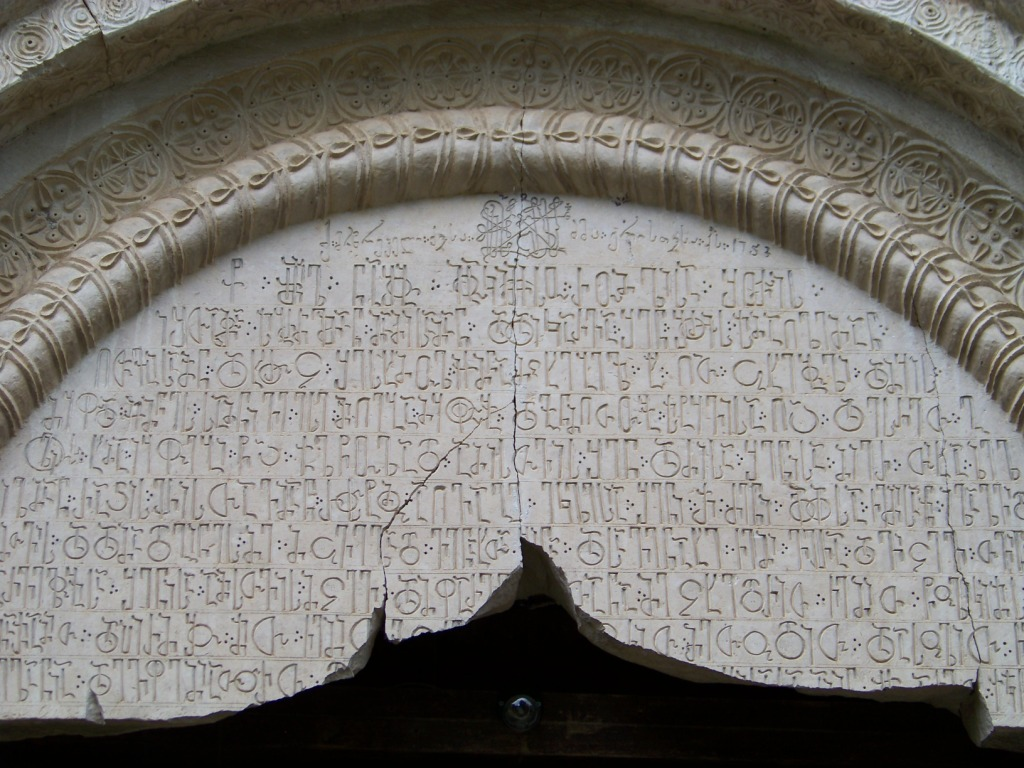
Otra inscripción exterior.